# Hanji

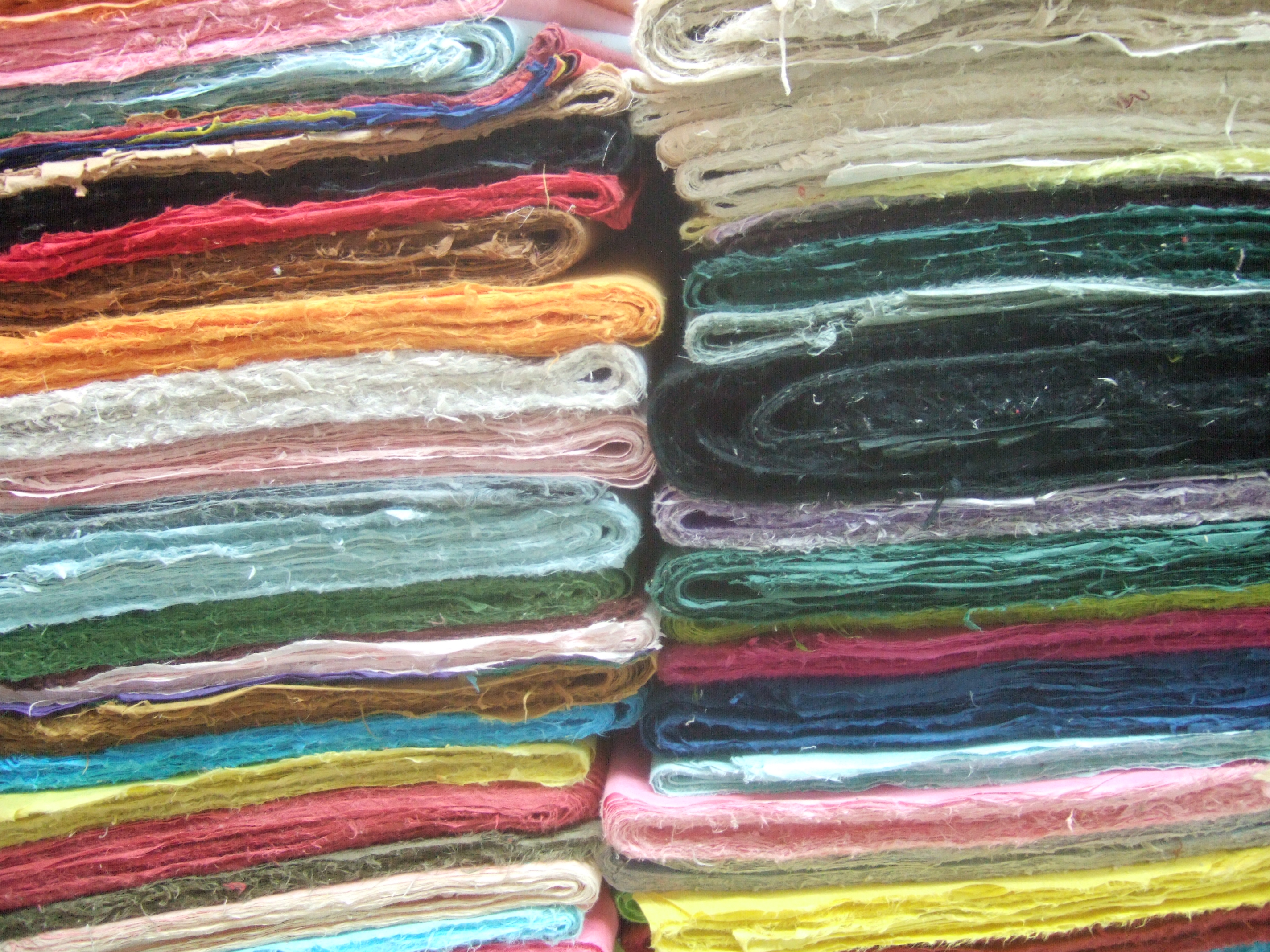
Stapel von Hanji in unterschiedlichen Farben

Hanji (koreanisch: 한지), auch Dakjongi (닥종이, Dak-Papier), ist der Name für ein auf traditionelle Weise hergestelltes Papier in Korea.

## Geschichte
Der Anfang der Herstellung von Papier in Korea kann nicht genau datiert werden. Man geht aber davon aus, dass die Technik der Papierherstellung ursprünglich aus China kam und einige Historiker und Archäologen nehmen an, dass Korea spätestens ab dem 4. Jahrhundert n. Chr. über das Wissen und die Technik darüber verfügten. Andere Wissenschaftler geben den Zeitraum zwischen dem 2. und dem 5. Jahrhundert für den Beginn der Papierherstellung an.
Ein Fund aus dem Jahr 1931, der die These unterstützte, dass Papier in Korea schon im 2. Jahrhundert n. Chr. bekannt war. Ein Stück Papier aus dem 1931 entdeckten und geöffneten Grab von Chechub Chong der Naknang-Periode (108 v. Chr. – 313 n. Chr.), das auf das Jahr 116 n. Chr. datiert werden konnte, könnte ein erster Beleg dafür sein.
Die Nihonshoki (Chroniken Japans) aus dem Jahr 720 n. Chr. geben einen ersten gültigen Beweis dafür, dass spätestens im 7. Jahrhundert die Papierherstellung in Korea hoch entwickelt war. In den Schriften wird von dem koreanischen Mönch Damjing (담징) berichtet, der um 610 n. Chr. nach Japan ging und in Nara die Herstellung von Papier lehrte.
Basismaterial des Papiers war die Rinde der Papiermaulbeerbäume Broussonetia Kazinoki und Broussonetia Papyrifera. Da das Naturprodukt für viele Dinge des täglichen Lebens zu verwendet war und der Papierbedarf dadurch im mittelalterlichen Korea rapide stieg, nötigte die Regierung des Königreichs Goryeo (고려) im 12. Jahrhundert die Bauern des Landes, mehr Maulbeerbäume anzupflanzen, um den wachsenden Bedarf zu decken. Doch nicht nur Maulbeerbäume lieferten den Rohstoff für die Papierherstellung, auch Hanf-Pflanzen wurden verwendet, wie mikroskopische Untersuchungen älterer Papiere ergab.

## Herstellungsprozess

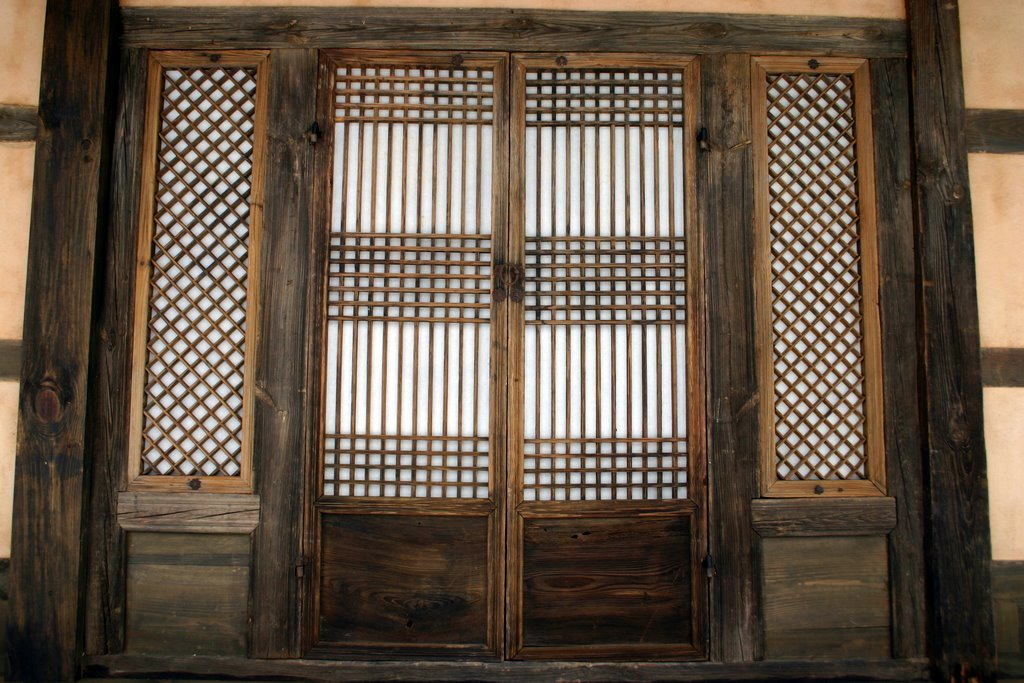
Türen mit Papier als Fenster in einem typischen Hanok (Wohnhaus)

Für die traditionelle Herstellung des Papiers aus Papiermaulbeerbäumen werden einjährige Triebe des Baums verwendet, die zwischen November und Februar eines jeden Jahres geschnitten werden. In dieser Zeit ist die Rinde der Triebe gut entwickelt. Die innere Schicht besteht aus langen, gut geformten Fasern, während die äußere Schicht noch feucht genug ist, um geschält werden zu können. In einem speziellen Dampfbad wird die Rinde gelöst, die aus drei Schichten besteht, Jeopi (저피), die äußere braune Schicht, Nokpi (녹피), die mittlere grüne Schicht und Baekpi (백피), die unterste weiße Schicht. Nach einer zehnstündigen Behandlung mit heißem Dampf werden die beiden äußeren Schichten mit einem Messer abgeschält.
Für die weitere Behandlung des Baekpi wird nun eine Lauge angesetzt, zu der die Stängel von Sojabohnen-, Paprika- oder Buchweizenpflanzen verbrannt werden und mittels der so erzeugten Pottasche eine Alkalische Lösung mit einem pH-Wert zwischen 10 und 12 hergestellt wird. In dieser Lauge wird das Baekpi nun einen Tag lang eingeweicht, um danach mit einem Messer grob zerkleinert zu werden. Anschließend wird das Material für vier bis sechs Stunden in der Lauge gekocht. Um die Lauge nun aus dem Baekpi entfernen zu können, setzt man es für einen weiteren halben Tag einem heißen Dampfbad aus. Hiernach erfolgt ein fünftägiger Wässerungs- und Bleichungsprozess unter dem Sonnenlicht. Nachdem das Wasser aus dem vollgesogenen Material herausgepresst wurde, folgt das Zerstoßen und Bearbeiten auf einem ebenen Stein mittels eines hölzernen Prügels, bis die Rinde weich genug ist. Nach diesem Prozess wird das Material Dakjuk (닥죽) genannt.
Das Dakjuk wird nun unter Zugabe von Wasser in einen viereckigen hölzernen Kasten gegeben und mit einem Bambusstab so gerührt, dass sich die Fasern möglichst gleichmäßig verteilen. Um diesen Prozess zu unterstützen, wird eine schleimige Flüssigkeit, gewonnen aus der Wurzel des Hibiscus manihot, hinzugegeben, wobei das Mischungsverhältnis den Prozess nachhaltig beeinflussen kann. Der nun folgende Arbeitsschritt ist entscheidend für die Qualität und die Dicke des Papiers. Über eine Form mit einer Bambusmatte, wird nun die wässerige Lösung verteilt und die Form hin und her bewegt, um das Wasser mit den Fasern gleichmäßig zu verteilen und längs und quer auszurichten. Nachdem das Wasser abgelaufen ist und sich die Fasern zu einer gleichmäßigen Schicht verteilt haben, kann das feuchte Papier der Bambusmatte durch geschicktes Herumdrehen entnommen und auf einem Stapel gelagert werden.
Geschieht das Verteilen der wässerigen Lösung nur einmal, nennt sich das Papier Ilhapji (일합지) (einlagig). Führt man den Prozess ein zweites Mal durch, entsteht eine zweite Lage und man nennt das Papier Ihapji (이합지). Das gestapelte feuchte Papier wird anschließend durch Pressen entwässert und auf ebenen Holztafeln an der Luft getrocknet. In der traditionellen Weise dauert dieser Trocknungsprozess eine Weile. Ein modernerer Weg ist, einzelne Papierbögen auf eine erhitzte ebene Fläche zu legen und dadurch schneller zu trocknen. Um dem Papier nun noch etwas mehr Festigkeit zu geben und damit es auch besser die Tinte aufnehmen kann, wird in einem abschließenden Prozess das Papier im Stapel geklopft.

## Verwendung und Anwendung

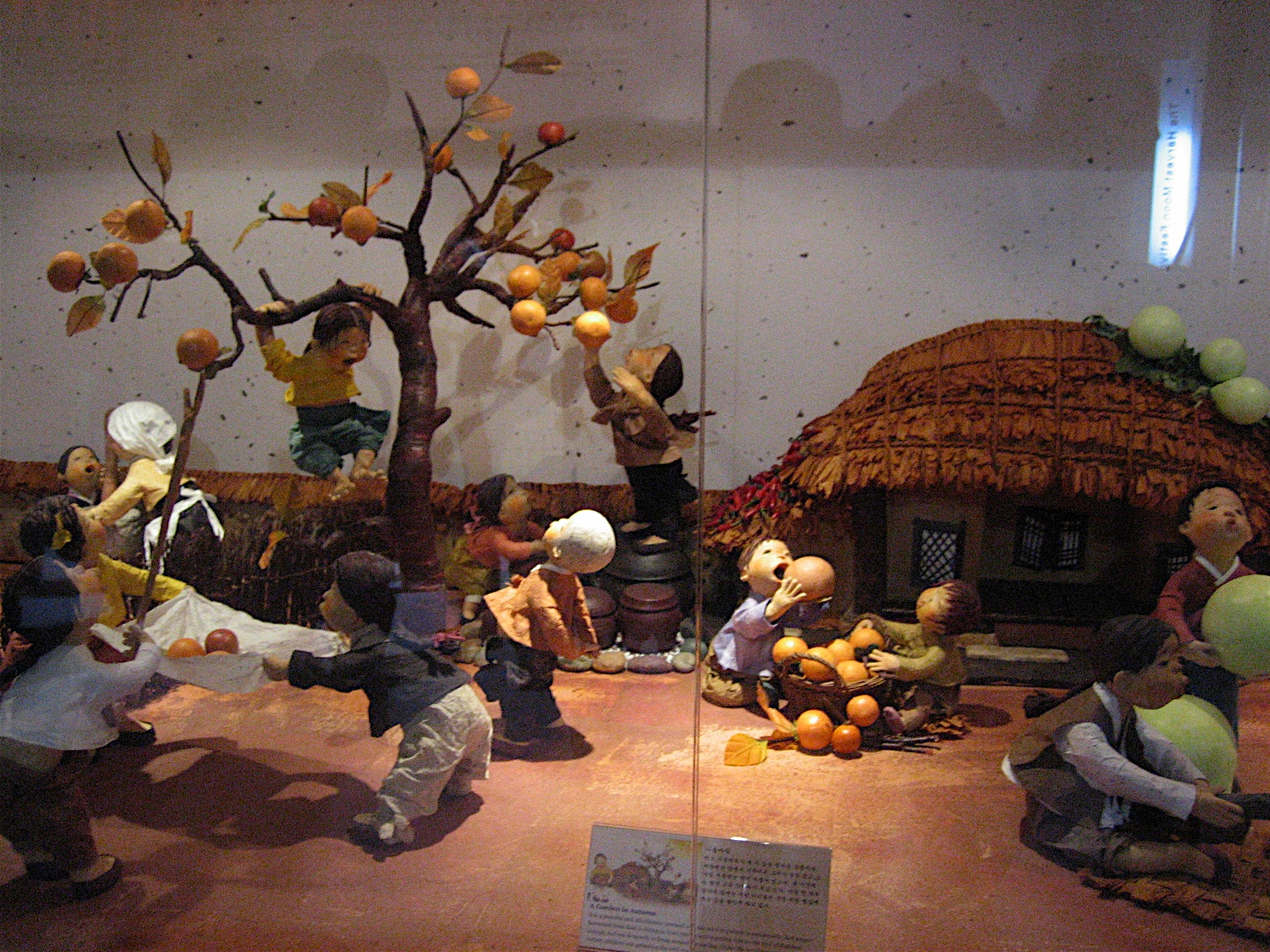
Figuren und Szenenbild aus Hanji

Die Verwendungen und Anwendungen von Hanji sind vielfältig. Denkt man zunächst lediglich an Papier, ist man erstaunt zu erfahren, wie vielseitig Hanji in der koreanischen Kultur, in der Kunst und im Alltag eingesetzt wurde und teilweise heute noch wird. Neben der Verwendung als Papier für die Erstellung von Dokumenten, wurde es recht früh auch in Fenster und Türen verwendet. Der Vorteil des atmungsaktiven Papiers ist, dass es im Sommer die Hitze fernhält und im Winter die Wärme im Haus. In der modernen Gesellschaft in Korea wurden lange Zeit Naturprodukte durch neue Baustoffe und Materialien zurückgedrängt. Doch seit den frühen 2000er Jahren bekommen Produkte aus Hanji durch ökologisch orientierte Menschen wieder mehr Aufmerksamkeit in der Gesellschaft. So werden Tapeten, lackierte Fußbodenbeläge und Teppiche aus dem speziellen und recht widerstandsfähigen Papier beliebter. Selbst zur Gestaltung von Oberflächen von Möbeln ist Hanji geeignet.
Als Servietten, Verpackungsmaterial in der Lebensmittelindustrie und als Basismaterial für die Herstellung von Kleidungsstücken wird Hanji beliebter, soll es doch antibakteriell wirken und dreimal so schnell nach einer Wäsche trocknen wie Kleidungsstücke aus Baumwolle. Im Kunsthandwerk sind die Einsatzmöglichkeiten von Hanji ebenfalls vielfältig. Angefangen von Gegenständen, bei dem Hanji nachvollziehbar als Papier genutzt wird, wie z. B. bei Fächern, beim Bekleben und Gestalten von Kästchen und Dosen und dergleichen, über die Herstellung von Behältern mit geflochtenem Papier, ähnlich einer Kordel, bis hin zu Gestaltung von Puppen oder ähnlichem, reicht die Bandbreite.